# Volkspark Mariendorf
Der Volkspark Mariendorf ist ein Gartendenkmal im Berliner Bezirk Tempelhof-Schöneberg, Ortsteil Mariendorf, und wurde mit Unterbrechungen zwischen 1923 und 1931 erbaut. Zu der Parkanlage gehören ein kleiner Hang (der auch als Rodelberg dient), der an drei Seiten eingefasste Blümelteich (ca. 12.500 m², siehe Bild), drei weitgehend naturbelassene und umpflanzte Teiche (Dillgesteich, Kleiner Teich und Eckernpfuhl) sowie ein Rosengarten.

## Geschichte
Der Volkspark bildet die größte zusammenhängende Grünfläche Mariendorfs und ist als Grün- und Freifläche angelegt. Im ersten Bebauungsplan aus dem Jahr 1906 war er nicht vorgesehen. Das Gebiet sollte durch Straßen erschlossen und anschließend bebaut werden.
Bereits ein Jahr später schlug der Gemeindevorsteher Wilhelm Hugo Westphal vor, einen Gemeindepark zu realisieren. Ab 1908 wurden die ersten Grundstücke aufgekauft, 1909 nahm die Gemeinde eine Anleihe für den Grunderwerb auf und kaufte die Teiche des Gasthofbesitzers Georg Freiberg. Die ersten Entwürfe (u. a. 1914 im Gesamtbebauungsplan für Mariendorf von Bruno Möhring) für einen Park wurden von 1912 bis 1914 in der Amtszeit des Bürgermeisters Karl Prühß entwickelt. Der Erste Weltkrieg stoppte die Umsetzung. Auch eine Bürgerinitiative aus Mariendorfer Grundbesitzern zeigte kein Interesse am Grün, sie favorisierten die Besiedlung des Terrains.
Alte Ansichtskarten, die zum Beispiel Café, Restaurant und sogar eine Ruderbootstation am Blümelteich zeigen, belegen, dass das Gelände zur Freizeiterholung genutzt wurde. Auch ein 60 Meter hoher Rodelberg war bereits vorhanden. Er war in den Jahren 1927–1929 im Rahmen eines Notstandsprogramms durch Ablagerung von Hausmüll und Aushub vom Straßen- und U-Bahn-Bau entstanden und wurde von 1952 bis 1954 durch Trümmer und Schutt um zehn Meter erhöht.
Erst einige Jahre nach dem Ersten Weltkrieg stand der Volkspark wieder auf der politischen Tagesordnung. Insbesondere der Tempelhofer Stadtrat Friedrich Küter forcierte 1922 die Planungen, der Berliner Magistrat bewilligte in diesem Jahr die Mittel zum Bau des Volks- und Sportparks. Der erste Spatenstich erfolgte am 12. Juni 1923, die Arbeiten wurden (mit Unterbrechungen aus Geldmangel) als Notstandsprogramm durchgeführt. Allerdings war man sich uneinig über die Parkgestaltung, so stießen die geplanten künstlichen Begradigungen der Teiche auf Widerstand. Auch die statt des Blümelteichs vorgesehene Badeanstalt empfand mancher Kritiker als Fremdkörper in einem Park.
Nachdem sich die Tempelhofer Bezirksversammlung im Januar 1928 für natürliche Uferlinien und den Bau des Schwimmbades (heute: Sommerbad Mariendorf) am Ostrand des Parks hinter dem Sportstadion ausgesprochen hatte, begann die konkrete Verwirklichung. Erwin Barth fertigte in diesem Jahr einen Teilplan zur Erhaltung der eiszeitlichen Seerinnen an und Rudolf Fischer legte 1929 den neuen Plan auf der Grundlage des Beschlusses der BVV Tempelhof und Barths Planung vor.
Am 29. Juni 1931 wurde der Volkspark durch die symbolische Inbetriebnahme eines Springbrunnens offiziell eingeweiht. Allerdings fehlten anfangs Sportanlagen.
Im Jahr 1931 wurde die Rodelbahn erhöht und verlängert mit der gestalterischen Idee, ein deutsches Mittelgebirge nachzuahmen. Als Baumaterial diente der aus dem Blümelteich entnommene Schlamm. 1933–1934 wurden die Rosen- und Staudengärten angelegt und am Rodelberg 120.000 Stauden angepflanzt. 1935 wurde die Kampfbahn, das jetzige Volksparkstadion, ohne überdachte Tribüne fertiggestellt und die Sonnenuhr im Achsenkreuz der Anlage aufgestellt.
Ein Teil des Blümelteichs wurde 1938 als erste Berliner Strecke für Modellsegelboote freigegeben. In späteren Jahren sorgten Modellboote mit Benzinmotor für Streit mit den Anwohnern. Nachdem das Bezirksamt 1974 die von diesen Booten ausgehende Ruhestörung untersagte, wurden sie auf leisere Elektromotoren umgestellt.
Die nach dem Zweiten Weltkrieg dringend notwendige Sanierung des Parks erfolgte in den 1950er Jahren. In dieser Zeit entstand auch das Sommerbad Mariendorf. Später wurde  das Volksparkstadion mit einer überdachten Tribüne versehen, sodass von den 10.000 Plätzen nun 2.000 wettergeschützt sind. Zusätzlich gibt es zwei Kunstrasenplätze mit Flutlichtanlage und einen Hockeyplatz.

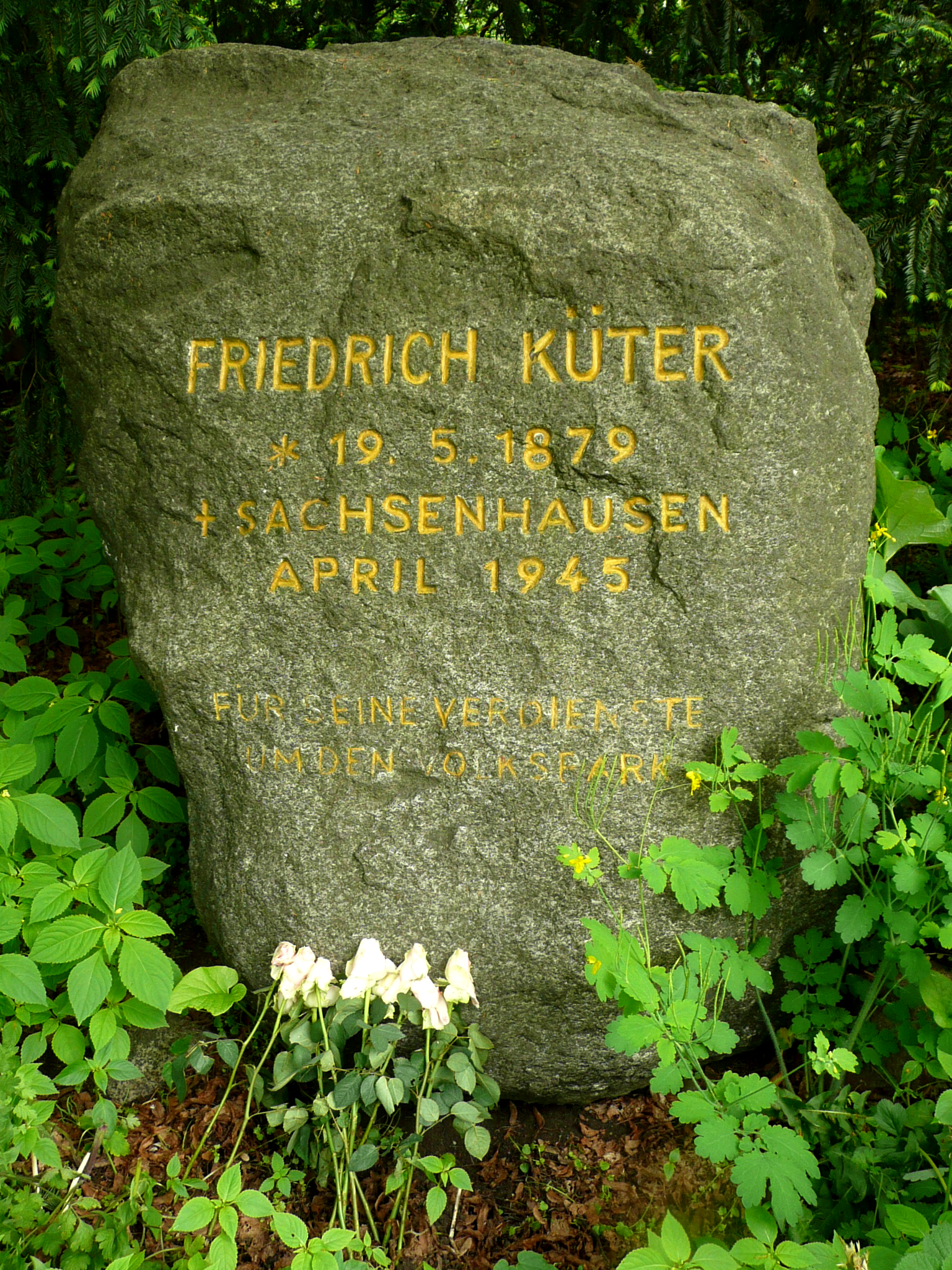
Gedenkstein für Friedrich Küter im Volkspark am Eckernpfuhl

Ein Gedenkstein für den Initiator des Volksparks, Friedrich Küter, befindet sich seit 1951 am Eckernpfuhl.
Im Juni 1999 wurde eine neue Sonnenuhr im Volkspark Mariendorf aufgestellt. Das Landesdenkmalamt hatte sie dem Bezirksamt Tempelhof geschenkt; sie bildet die erste hier vorhanden gewesene Sonnenuhr nach. Sie ist auf einer Steinsäule installiert und ähnelt in vielen Aspekten der Sonnenuhr am Volkspark Wilmersdorf. Die alte Sonnenuhr steht an der Rodelbahn auf dem sogenannten Hexenberg an der Friedrich-Franz-/Friedrich-Karl-Straße.
Weil es auf der Rodelbahn an der Steilkurve zu tödlichen Unfällen kam („Mariendorfer Todesbahn“), wurde der Startpunkt der Rodelbahn Ende der 1980er Jahre einige Meter nach unten verlegt.
Im Herbst 2009 erhielt der Volkspark größere mediale Aufmerksamkeit, als Tierquäler im Blümelteich einen Schwan und mehrere Enten durch Blasrohrpfeile töteten bzw. schwer verletzten.

## Nutzung
Von 1984 bis 2013 fand jährlich zu Christi Himmelfahrt der vom Bezirksamt Tempelhof-Schöneberg veranstaltete „Internationale Kulturlustgarten“ für vier Tage mit zahlreichen Kulturveranstaltungen und Attraktionen statt. Im Jahr 2007 wurde erstmals für die – nun mit einem Zaun gesicherte – Veranstaltung ein Eintritt von einem Euro erhoben.
Der Volkspark wird vielfach genutzt: Eltern mit ihren Kindern besuchen die Spielplätze, Spaziergänger, Jogger, Sonnenanbeter, Sportinteressierte und Modellbootbauer teilen sich die restlichen Flächen.

## Skulpturen
- Noch aus den Jahren 1926–1928 stammt die Skulptur Kinderbrunnen von Waldemar Berger, die im Jahr 1983 saniert wurde.[7] Ihr Standort ist an der Ecke Sumpfgarten und Lindenplatz.
- Im Staudengarten befinden sich nord- und südwestlich die Kinder- und Tierplastiken Knabe mit dem Ziegenbock und Mädchen mit Schaf, daneben östlich als Pendant das Mädchen mit Reh und der Okarina spielende Knabe mit Hund. Anstelle der zwischen 1933 und 1936 von Friedrich Zuchantke geschaffenen und zerstörten bzw. verschwundenen Originale befinden sich seit 2001 nur noch Kopien aus Betonguss vor Ort.[8]
- Markant ist die von Demetros Anastasatos geschaffene Bronzeskulptur Reiher aus dem Jahr 1961 in der Teichanlage am Eingang Mariendorfer Damm 165.[9]
- Von Hans Bautz aus dem Jahr 1966 stammt die aus Muschelkalkstein geformte, ungefähr 110 cm hohe Spielplastik Bär auf dem nordwestlich an der Prühßstraße gelegenen Kinderspielplatz.[10]
- Am Eingang Mariendorfer Damm auf der Mittelachse steht seit 1985 das Edelstahl-Werk Gespaltenes Dreieck [11] von Volkmar Haase.
- Am Eingang Rixdorfer Straße Ecke Alt-Mariendorf befindet sich die von Manfred Hodapp entworfene dreiteilige Skulptur Gruppe 1984 [12] aus dem Jahr 1983/1984 sowie die von Dietrich Arlt-Aeras aus dem Jahr 1984/1985 stammende Skulptur Großes Idol [13] und Trilogie [14] von Miguel Esteban Cano.

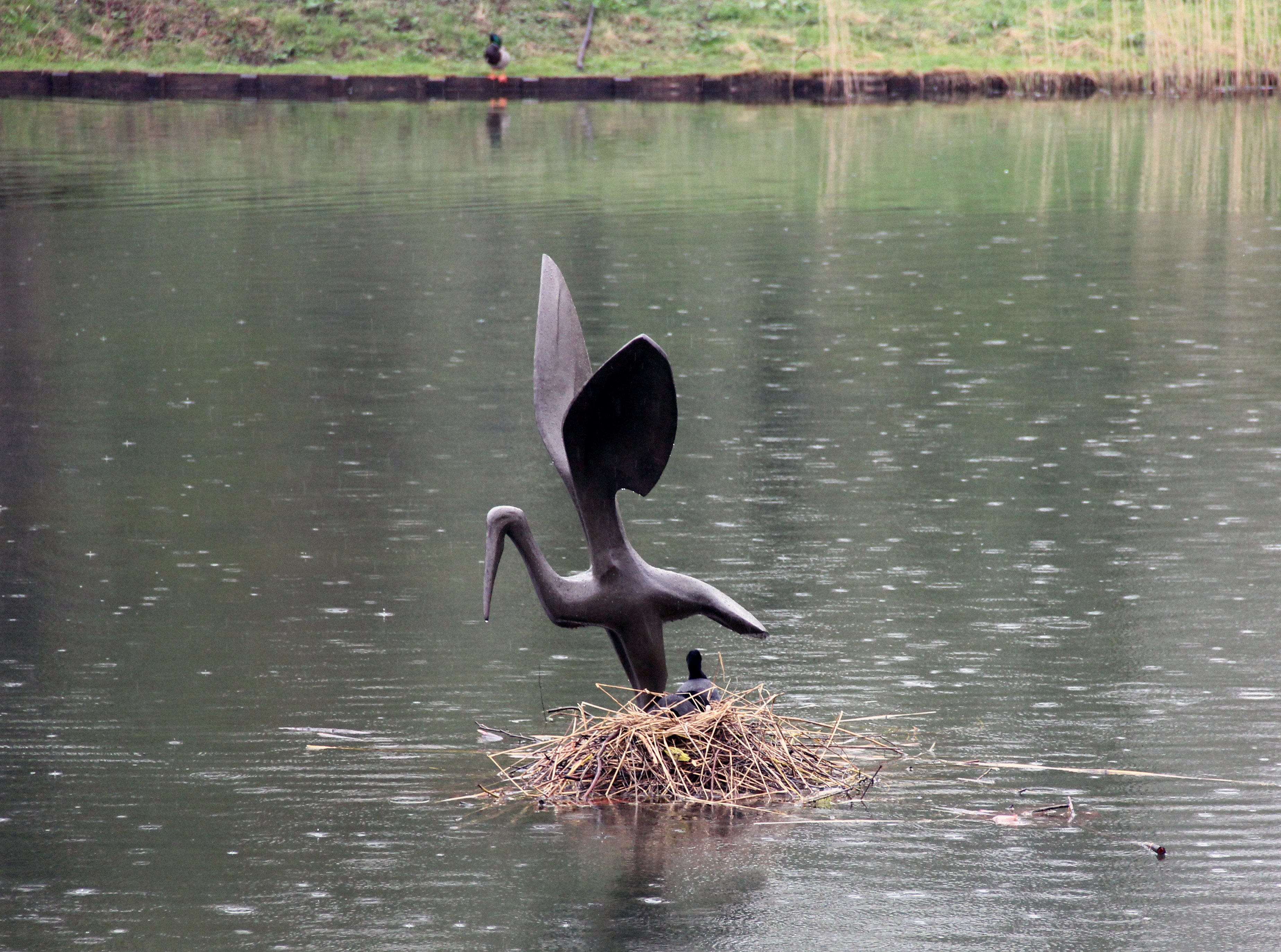
Reiher (1962)
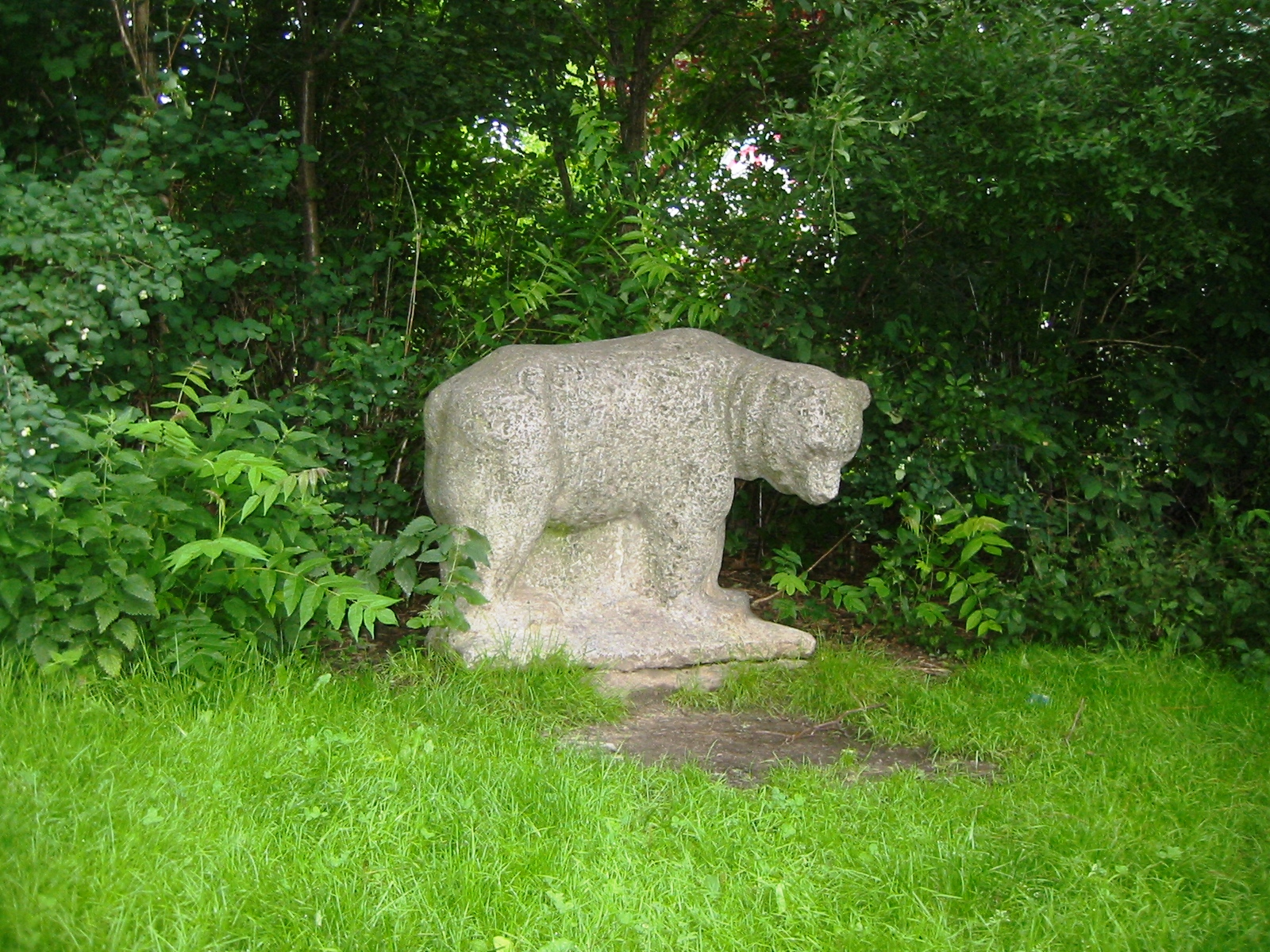
Bär von Bautz (1966)
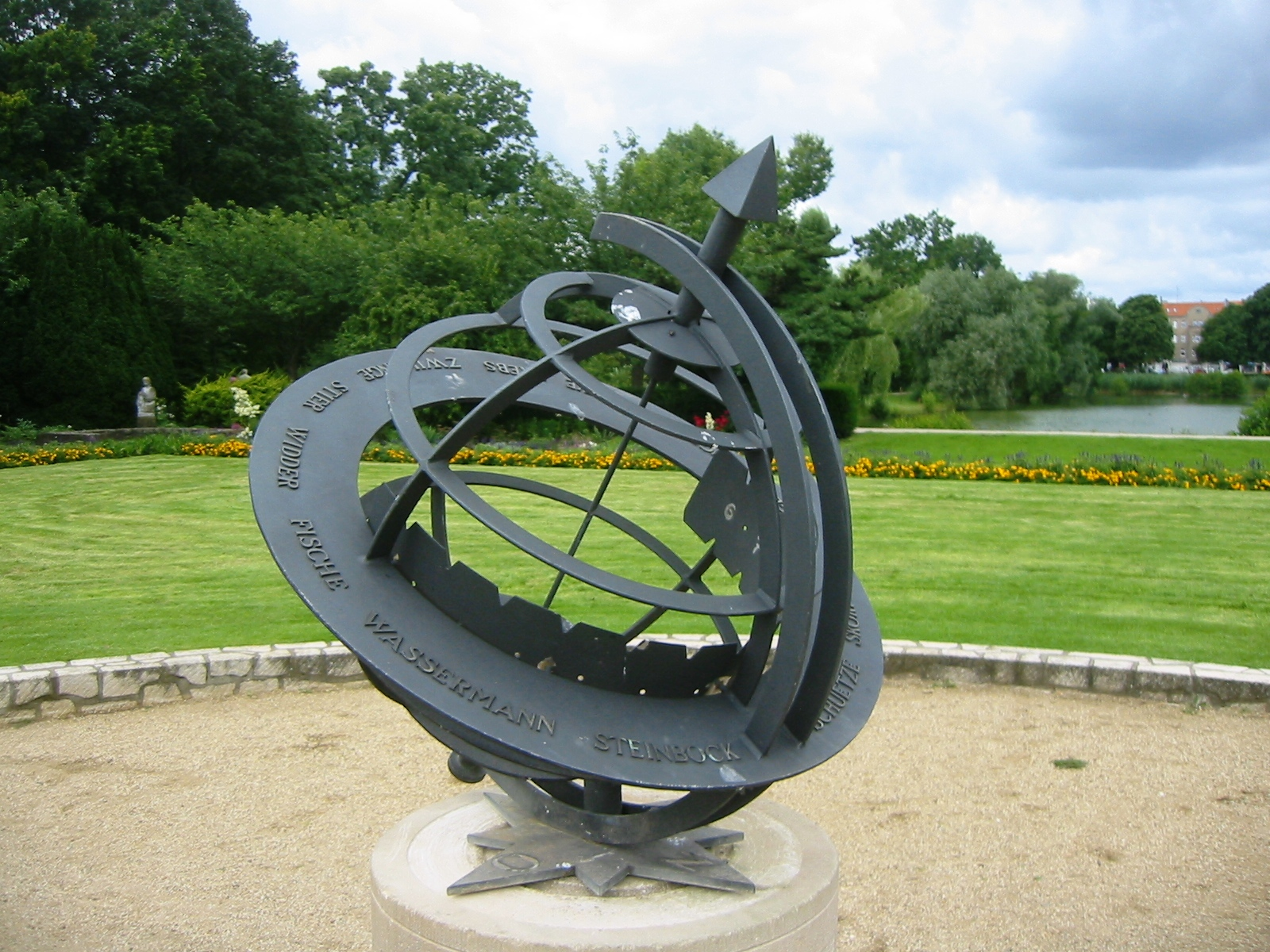
Sonnenuhr (1999)
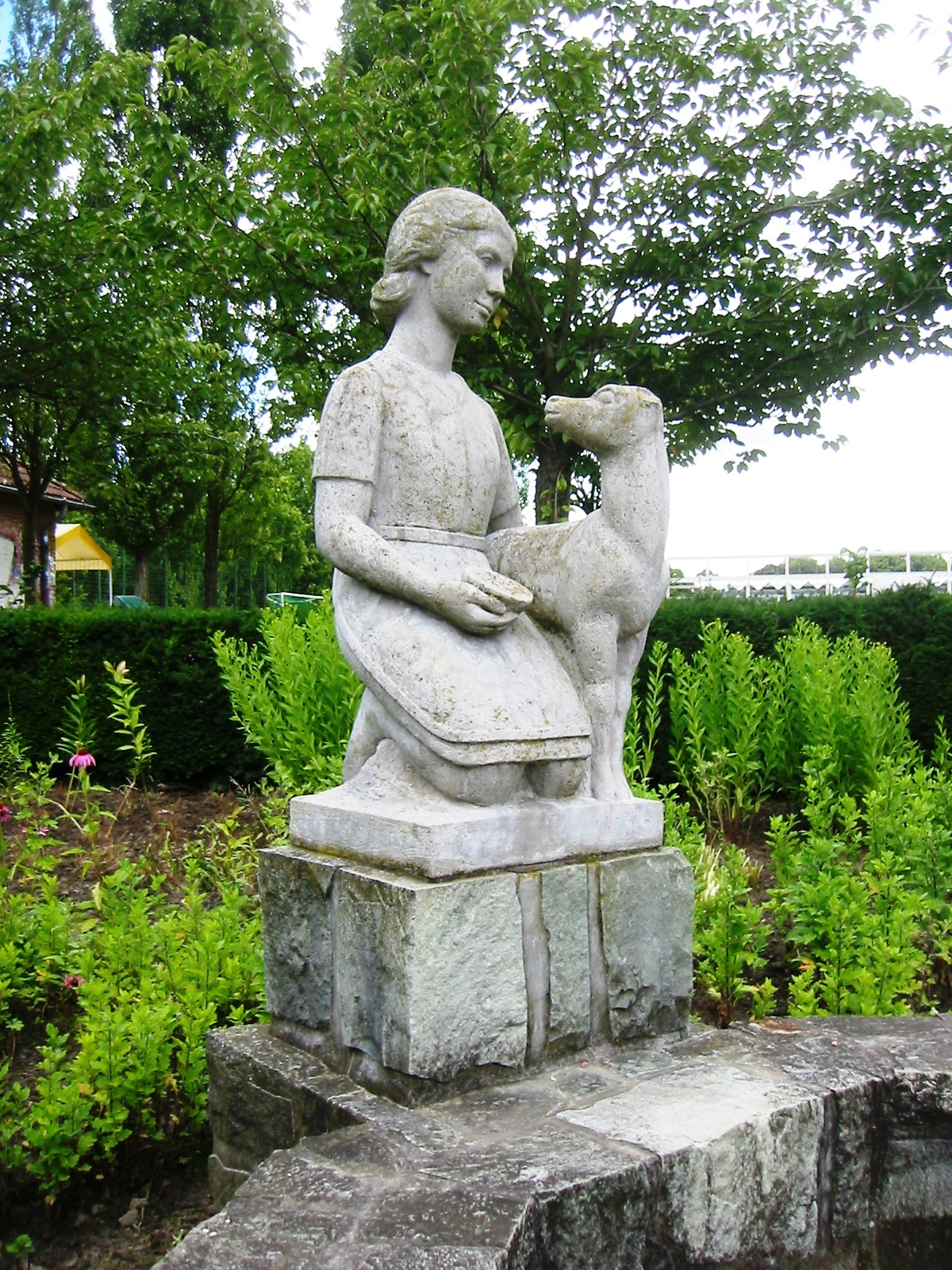
Mädchen mit Reh
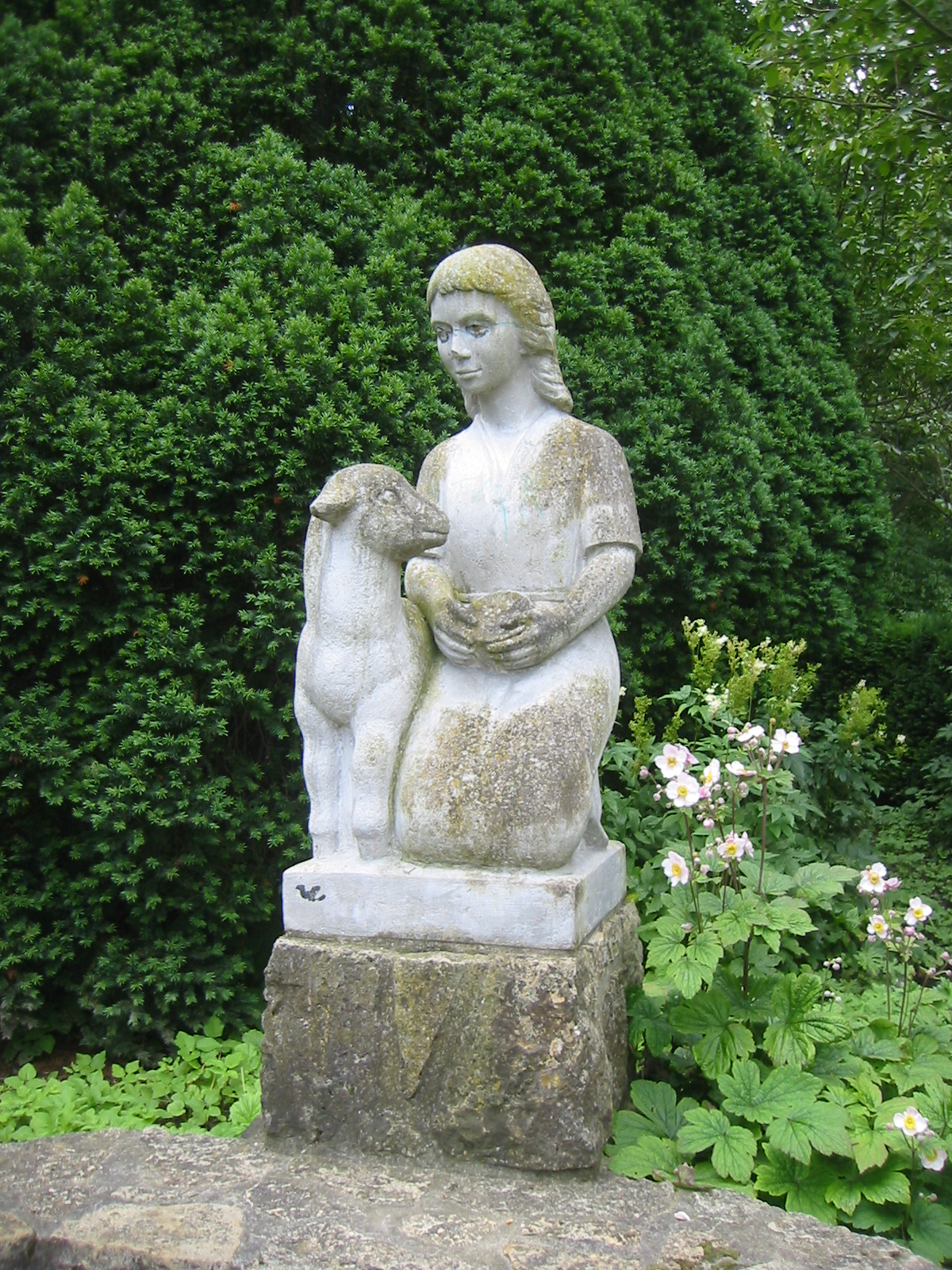
Mädchen mit Schaf
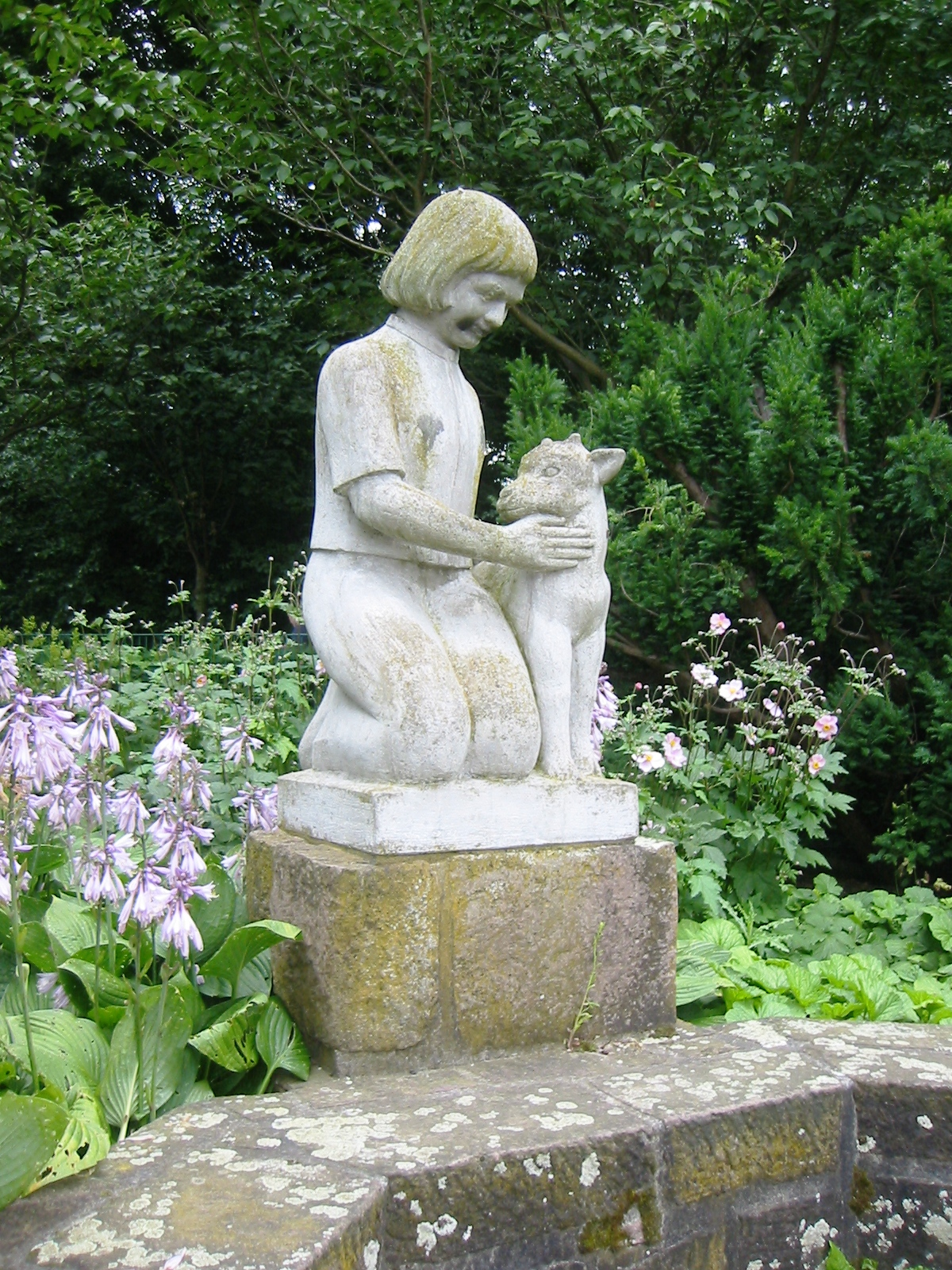
Knabe mit Ziegenbock
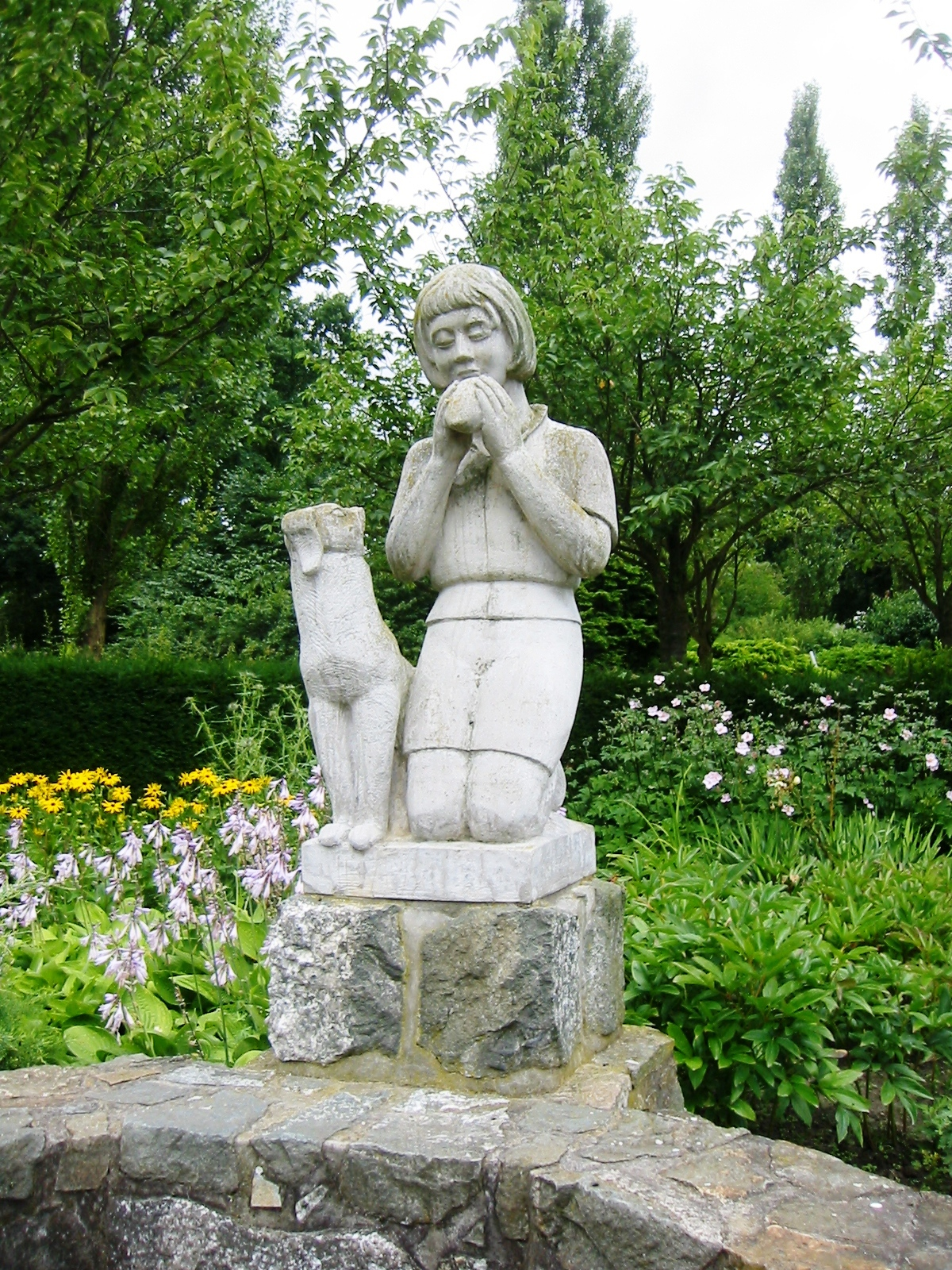
Knabe mit Hund
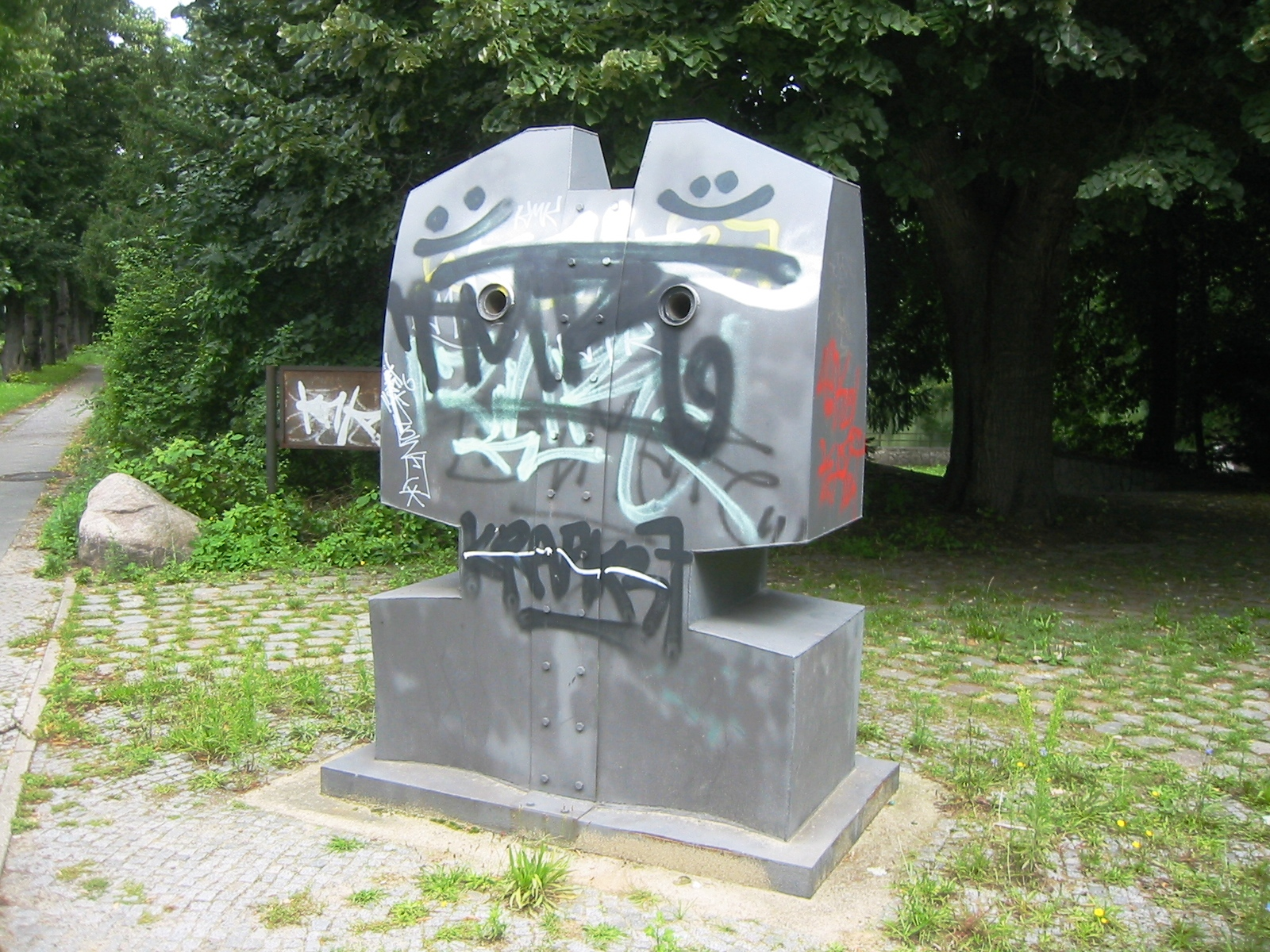
Großes Idol von Arlt-Aeras
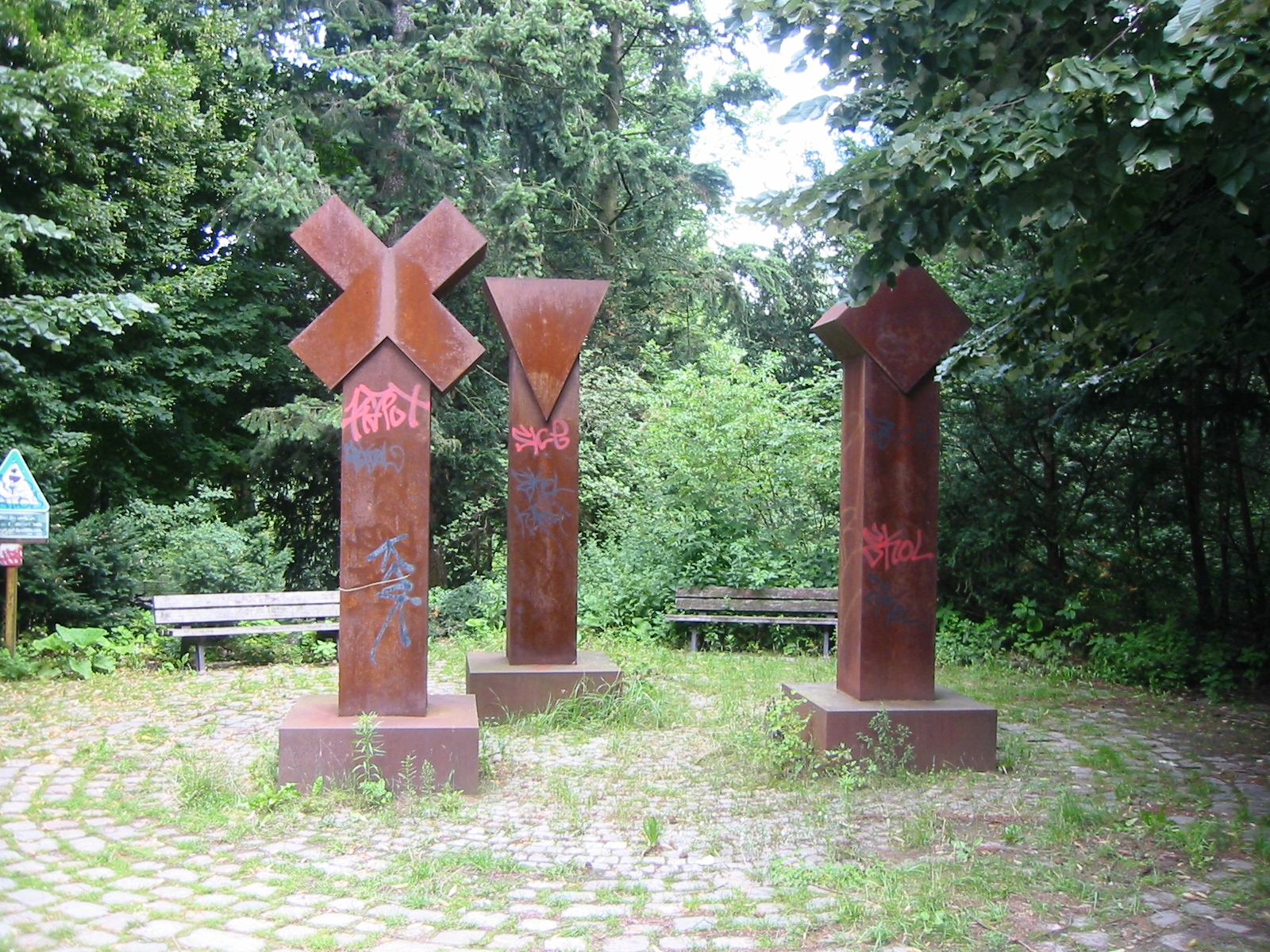
Gruppe 84 von Hodapp

| Kinderbrunnen | Reiher | Gespaltenes Dreieck | Trilogie |

## Volksparkstadion
Am östlichen Rand der Parks liegt neben weiteren Sportplätzen das Volksparkstadion Mariendorf (fertiggestellt: 1935). Es ist die Heimspielstätte des TSV Mariendorf 1897. Das Stadion verfügt über eine überdachte Tribüne mit 2000 Plätzen und ist mit einer Kapazität von rund 10.000 Zuschauern das siebtgrößte Stadion Berlins.
Seit 1984 findet hier jährlich im Sommer der Rocktreff, das größte Amateurband-Festival in Berlin statt und seit 2024 wird im Volksparkstadion der Deutsche Walking Football Supercup ausgetragen.
Der Kunstrasen-Hockeyplatz ist die Heimspielstätte des Mariendorfer Hockey-Club 1931 e. V. Er grenzt südlich an die in den Jahren 2006 und 2007 von Asche auf ebenfalls Kunstrasen umgerüsteten Fußballplätze.
Verkehrsverbindungen: U-Bahn-Linie U6: Alt-Mariendorf, Westphalweg, Bus: M77, 277, 181, 282, M76, 179, X76